# Луїс Фонсі
Луїс Фонсі (англ. Luis Fonsi, справжнє ім'я Луїс Альфонсо Родрігес Лопес-Сеперо (ісп. Luis Alfonso Rodríguez López-Cepero), нар. 15 квітня 1978) — пуерториканський співак і музикант. Найбільш відомий своєю спільною піснею з Дедді Янкі під назвою «Despacito», що зібрала понад 8,4 млрд переглядів на YouTube і отримала платиновий статус 34 рази і встановила новий рекорд [Архівовано 6 квітня 2018 у Wayback Machine.] на переглядів на YouTube.

## Біографія
Народився в Сан-Хуані, Пуерто-Рико, в сім'ї Альфонсо Родрігеса (Alfonso Rodriguez) і Делії «Тата» Лопес-Цеперо (Delia «Tata» Lopez-Cepero). Родина переїхала у Флориду, коли Фонсі був ще дитиною.
У 1995 поступив в університет, де вивчав музику. Також він вступив до шкільного хору і приєднався до Бірмінгемського Симфонічного Оркестру.
У 1998 Фонсі записав свій перший альбом Comenzaré, який став справжнім хітом в Латинській Америці. Його наступний альбом, що вийшов в 2000 році, Eterno, був таким же успішним. Наступні шість альбомів також непогано продавалися, особливо в країнах Латинської Америки.
У січні 2017 року була випущена спільна робота зі співаком і композитором Дедді Янкі під назвою «Despacito», яка зібрала понад 3 млрд переглядів на YouTube менш ніж за півроку, тим самим ставши одним з найбільш швидкозростаючих відео на сайті.

## Дискографія

### Студійні альбоми
- Comenzaré (1998)
- Eterno (2000)
- Amor Secreto (2002)
- Abrazar la vida (2003)
- Paso a Paso (2005)
- Palabras del Silencio (2008)
- Tierra Firme (2011)
- 8 (2014)